# یواس‌سی‌اس فینکس
یواس‌سی‌اس فینکس (به انگلیسی: USCS Phoenix) یک کشتی است که طول آن ۷۰ فوت (۲۱ متر) می‌باشد.